# Tobrilus zakopanensis
Tobrilus zakopanensis is een rondwormensoort uit de familie van de Tobrilidae. De wetenschappelijke naam van de soort is voor het eerst geldig gepubliceerd in 1924 door Stefanski.